# Книгин, Иван Дмитриевич
Иван Дмитриевич Книгин (1773—1830) — заслуженный профессор и декан медицинского факультета Харьковского университета.

## Биография
Родился 7 (18) сентября 1773 года в семье священника села Сергиевское Орловской губернии Дмитрия Булгакова. Книгиным был назван во время пребывания в Севской духовной семинарии, за необыкновенную любовь к чтению книг. По окончании семинарии, в 1792 году поступил в Московский университет, откуда в следующем году перешёл в Медико-хирургическое училище при Московском госпитале и в 1797 году представил сочинение «Ulcus perforans ventriculi», за которое получил благодарность Медицинской коллегии. В ноябре 1798 года был удостоен звания лекаря и назначен в кирасирский генерала Цорна полк, а в следующем году причислен к созданной на базе училища Московской медико-хирургической академии в званий адъюнкт-профессора и в том же году был переведён в Петербургскую медико-хирургическую академию для преподавания анатомии и физиологии. За диссертацию «De coloris economia, usu et praestantia» был удостоен степени доктора медицины.
В 1803 году был командирован за границу, где пробыл 4 года, приобрёл много редких книг, рисунков и разных медицинских инструментов. В феврале 1807 года, по возвращении из-за границы, был назначен главным врачом Гвардейского госпиталя в Петербурге; в ноябре того же года утверждён ординарным профессором зоотомии и сравнительной физиологии в учреждаемом при Петербургской медико-хирургической академии Ветеринарном училище, которое по Высочайшему повелению он был обязан образовать и устроить; открытие училища состоялось в 1808 году. На торжественном собрании по этому случаю Книгин произнес речь, которая затем была напечатана: «Речь, говоренная при открытии в С.-Петербурге скотоврачебного училища (СПб., 1808).
В 1811 году Книгин перешёл в Харьковский университет ординарным профессором анатомии, физиологии, судебной медицины и медицинской полиции, с 1816 года был деканом медицинского факультета. В 1813 году избран директором естественного отделения в Обществе наук при Харьковском университете, в 1816 году — членом физико-медицинского общества при Московском университете, в 1818 году — членом Петербургской медико-хирургической академии. В 1825 году утверждён в звании заслуженного ординарного профессора.
В 1817—1825 годах исполнял обязанности цензора.
В 1829 году вышел в отставку с избранием почётным членом Харьковского университета.
Умер в августе 1830 года. 
Перевёл (вместе с Иваном Каменским) с французского языка сочинение Фуркруа «Химическая философия» и издал, составленное совместно с Шумлянским, «Краткое наставление, как предохранять себя от прилипчивых болезней простыми средствами» (Харьков, 1814).